# Bago (Côte d'Ivoire)
Pour les articles homonymes, voir Bago.
Bago est un village dans le Sud de la Côte d'Ivoire dans le district autonome d'Abidjan, appartenant au département d'Abidjan. La localité de Bago est rattachée à la sous-préfecture de Songon,. Sa population est estimée à 1 488 habitants. 